# High five

Un high five entre Michael Jordan et Scottie Pippen.

Le high five (en français « tope là » ou parfois « tape-m'en cinq ») est un geste de victoire, d'encouragement ou de félicitation. Il consiste à présenter sa main ouverte et levée, pour qu'un partenaire ou concurrent vienne en frapper la paume, lui aussi de sa main ouverte.

## Description
Bien que son origine reste débattue, la plupart des sources considèrent qu'il a été utilisé pour la première fois le 2 octobre 1977 au Dodger Stadium de Los Angeles par le joueur de baseball américain Glenn Burke à son coéquipier Dusty Baker pour le féliciter après un home run,,,,,.

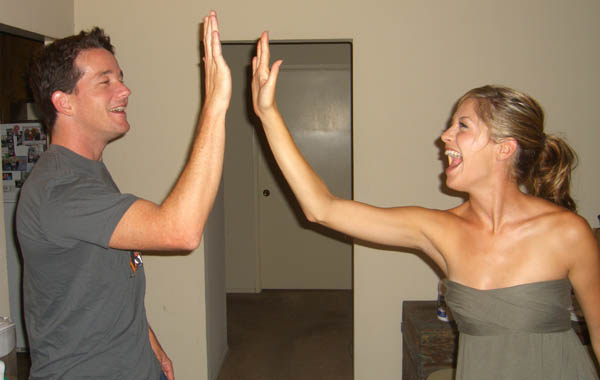
Version haute (Up high).
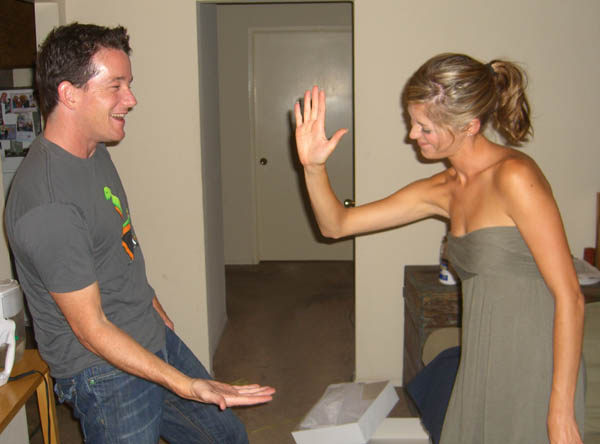
Version basse (Down low).